# Пуголовка Кесслера
Пуголовка Кесслера (Benthophilus kessleri) — вид риб з родини бичкових (Gobiidae). Зустрічається вздовж східних берегів Каспійського моря: від мису Урдюк на південь до мису Куулі та Туркменбаші. Мешкає на глибинах 25–74 м при солоності 11,5–13,2 ‰. Вид названо на честь зоолога Карла Кесслера.